# 黎明-3中程弹道导弹
黎明-3中程彈道飛彈為伊朗的中程弹道导弹，射程估計為2000至2500公里。伊斯兰革命卫队於2006年3月31日揭露該飛彈。

## 使用國家
- 伊朗